# Hala sterowcowa w Poznaniu
Hala sterowcowa w Poznaniu (niem. Zeppelin Halle) – hala sterowców zlokalizowana dawniej na terenie obecnych Winograd (wtedy Winiar) w osi Alei Solidarności, na południe od Osiedla Zwycięstwa. Po II wojnie światowej zachowały się jedynie fragmenty fundamentów.

## Historia
Halę zbudowano w 1913 roku (firma Arthur Mueller) z przeznaczeniem dla mierzącego 140 metrów długości sterowca Zeppelin Z4, stąd polska potoczna nazwa Cepelinhala. Obiekt miał długość 170 metrów, wysokość 28 metrów i szerokość 36 metrów. Stacjonowały tu także: niemiecki LZ 30 Z XI  oraz (krótko) polski sterowiec Lech.
Hala została zdobyta 6 stycznia 1919 roku przez powstańców wielkopolskich, a zdeponowany tu sprzęt istotnie przysłużył się do powstania polskiego lotnictwa wojskowego (oprócz samolotów zdobytych na Ławicy). 5 maja 1919 roku, w oparciu o zdobyczny materiał, zorganizowano 1. Polową Kompanię Aeronautyczną pod dowództwem porucznika Sławomira Bilka. Powstała w Poznaniu Oficerska Szkoła Aeronautyczna za zgodą prawomocnej jeszcze w tym czasie Naczelnej Rady Ludowej. Szkolenia prowadzono według instrukcji francuskich, ale na sprzęcie niemieckim (halę zwiedzał między innymi Charles de Gaulle). Pierwszy balon obserwacyjny Parseval-Sigsfeld wystartował tutaj 23 lipca 1919 roku. W końcu 1919 roku do Polski przybyły balony francuskie i amerykańskie, a wcześniej Dowództwo Wojsk Aeronautycznych przeniesiono do Warszawy, gdzie zostało ostatecznie rozformowane. Z czasem opróżniona hala miała przejść na potrzeby przemysłu filmowego, do czego nie doszło (Władysław Dzwonkowski pragnął wzorować się na niemieckiej wytwórni Tobis Klang Film funkcjonującej w hali sterowców). Lądowisko przy hali, czyli Łąka Zeppelinów (Zeppelinwiese) było areną silnych starć pancernych podczas bitwy o Poznań w końcu II wojny światowej. Jedyny niemiecki czołg Tygrys walczący w Poznaniu zniszczył tutaj kilkanaście wozów bojowych Armii Czerwonej. Po wojnie drewniane elementy zbombardowanej przez Sowietów hali rozebrała okoliczna ludność.

## Pozostałości
- fragmenty betonowych fundamentów na pasie zieleni rozdzielającym Aleje Solidarności (przy przejściu dla pieszych na południe od Osiedla Zwycięstwa),
- cumy (betonowe bloki i obręcze) w Parku Czarneckiego[3].